# دانيال فلين
دانيال فلين (16 أبريل 1985 في نيوزيلندا - ) (بالإنجليزية: Daniel Flynn)‏ هو لاعب كريكت نيوزلندي. شارك مع منتخب نيوزيلندا الوطني للكريكت. أما مع النوادي، فقد لعب مع Northern Districts men's cricket team ‏.

## وصلات خارجية
- دانيال فلين على موقع إي آس بي آن كريك إنفو (الإنجليزية)